# Ian McConnachie
Ian McConnachie (10 gennaio 1965) è un pilota motociclistico britannico.

## Carriera
Il suo esordio nel contesto del motomondiale avvenne nella stagione 1983 in classe 50, sebbene il pilota britannico non riesca ad ottenere piazzamenti che gli consentano di marcare punti. Le sue prime presenze nelle classifiche iridate risalgono alla stagione 1985 dove ottiene il suo primo podio in classe 80 in occasione del GP di San Marino.
L'anno seguente ottiene il suo primo e unico successo in un singolo gran premio, imponendosi nel Gran Premio motociclistico di Gran Bretagna 1986 e stabilendo il record di più giovane vincitore della classe. Il suo anno migliore è stato il motomondiale 1987 quando ha raggiunto il 5º posto in classifica generale. Nel 1988 è stato ingaggiato come pilota ufficiale della Cagiva per competere in classe 125 con compagno di squadra Pier Paolo Bianchi ma termina la stagione con il 28º posto in classifica generale.
Nel 1990 gareggia nel campionato europeoː ottiene tre punti nella classe 250 con un'Aprilia mentre nella classe 125, con una Honda, porta a termine tutte le gare previste classificandosi al quarto posto. Le sue ultime presenze nel campionato si registrano nel motomondiale 1991 quando, in sella ad una Honda, si classifica al 34º posto.

## Risultati nel motomondiale

### Classe 50
| 1983 | Classe | Moto  |    |   |     |    |    |    |    |     |    |    |    |    |  |  | Punti | Pos. |
| ---- | ------ | ----- | -- | - | --- | -- | -- | -- | -- | --- | -- | -- | -- | -- |  |  | ----- | ---- |
| 1983 | 50     | Rudge | NE | - | Rit | 24 | 16 | NE | 19 | Rit | NE | NE | NE | 13 |  |  | 0     |      |

| Legenda | 1º posto        | 2º posto            | 3º posto            | A punti      | Senza punti        | Grassetto – Pole position Corsivo – Giro più veloce |
| Legenda | Gara non valida | Non qual./Non part. | Ritirato/Non class. | Squalificato | '-' Dato non disp. | Grassetto – Pole position Corsivo – Giro più veloce |

### Classe 80
| 1984 | Classe | Moto  |    |  |  |  |  |    |  |  |  |    |    |    |  |  |  | Punti | Pos. |
| ---- | ------ | ----- | -- |  |  |  |  | -- |  |  |  | -- | -- | -- |  |  |  | ----- | ---- |
| 1984 | 80     | Casal | NE |  |  |  |  | NE |  |  |  | NE | NE | 14 |  |  |  | 0     |      |

| 1985 | Classe | Moto    |    |     |   |   |    |   |     |    |   |    |    |   |  |  |  | Punti | Pos. |
| ---- | ------ | ------- | -- | --- | - | - | -- | - | --- | -- | - | -- | -- | - |  |  |  | ----- | ---- |
| 1985 | 80     | Krauser | NE | Rit | 4 | 4 | NE | 8 | Rit | NE | 9 | NE | NE | 2 |  |  |  | 33    | 6º   |

| 1986 | Classe | Moto    |   |     |   |   |   |     |    |    |   |    |   |     |  |  |  | Punti | Pos. |
| ---- | ------ | ------- | - | --- | - | - | - | --- | -- | -- | - | -- | - | --- |  |  |  | ----- | ---- |
| 1986 | 80     | Krauser | 5 | Rit | 3 | 6 | 3 | Rit | NE | NE | 1 | NE | 7 | Rit |  |  |  | 50    | 6º   |

| 1987 | Classe | Moto    |    |   |   |     |   |   |   |    |   |    |    |   |     |    |    | Punti | Pos. |
| ---- | ------ | ------- | -- | - | - | --- | - | - | - | -- | - | -- | -- | - | --- | -- | -- | ----- | ---- |
| 1987 | 80     | Krauser | NE | 7 | 4 | Rit | 5 | 3 | 8 | NE | 2 | NE | 11 | 3 | Rit | NE | NE | 53    | 5º   |

| 1988 | Classe | Moto   |    |    |    |    |    |    |    |  |    |  |    |    |    |  |    | Punti | Pos. |
| ---- | ------ | ------ | -- | -- | -- | -- | -- | -- | -- |  | -- |  | -- | -- | -- |  | -- | ----- | ---- |
| 1988 | 80     | Autisa | NE | NE | 10 | 16 | NQ | NQ | NE |  | NE |  | NE | NE | NE |  | NE | 6     | 22º  |

| Legenda | 1º posto        | 2º posto            | 3º posto            | A punti      | Senza punti        | Grassetto – Pole position Corsivo – Giro più veloce |
| Legenda | Gara non valida | Non qual./Non part. | Ritirato/Non class. | Squalificato | '-' Dato non disp. | Grassetto – Pole position Corsivo – Giro più veloce |

### Classe 125
| 1984 | Classe | Moto |    |  |  |    |  |  |    |  |    |    |  |  |  |  |  | Punti | Pos. |
| ---- | ------ | ---- | -- |  |  | -- |  |  | -- |  | -- | -- |  |  |  |  |  | ----- | ---- |
| 1984 | 125    | MBA  | NE |  |  | NE |  |  | NE |  | NE | 21 |  |  |  |  |  | 0     |      |

| 1985 | Classe | Moto |    |    |     |   |   |    |   |   |   |   |   |   |  |  |  | Punti | Pos. |
| ---- | ------ | ---- | -- | -- | --- | - | - | -- | - | - | - | - | - | - |  |  |  | ----- | ---- |
| 1985 | 125    | MBA  | NE | 21 | Rit | - | - | NE | - | - | - | - | - | - |  |  |  | 0     |      |

| 1987 | Classe | Moto |    |  |    |    |  |    |  |     |  |  |  |    |  |    |    | Punti | Pos. |
| ---- | ------ | ---- | -- |  | -- | -- |  | -- |  | --- |  |  |  | -- |  | -- | -- | ----- | ---- |
| 1987 | 125    | MBA  | NE |  | NQ | NQ |  | NE |  | Rit |  |  |  | NQ |  | NE | NE | 0     |      |

| 1988 | Classe | Moto   |    |    |    |    |     |    |     |     |    |     |    |    |     |    |    | Punti | Pos. |
| ---- | ------ | ------ | -- | -- | -- | -- | --- | -- | --- | --- | -- | --- | -- | -- | --- | -- | -- | ----- | ---- |
| 1988 | 125    | Cagiva | NE | NE | NQ | NE | Rit | 10 | Rit | Rit | 25 | Rit | 16 | 19 | Rit | 12 | NE | 10    | 28º  |

| 1991 | Classe | Moto  |  |  |    |    |    |    |    |     |     |    |     |    |    |    |  | Punti | Pos. |
| ---- | ------ | ----- |  |  | -- | -- | -- | -- | -- | --- | --- | -- | --- | -- | -- | -- |  | ----- | ---- |
| 1991 | 125    | Honda |  |  | NE | 20 | 11 | 27 | 24 | Rit | Rit | NQ | Rit | NQ | 24 | NE |  | 5     | 34º  |

| Legenda | 1º posto        | 2º posto            | 3º posto            | A punti      | Senza punti        | Grassetto – Pole position Corsivo – Giro più veloce |
| Legenda | Gara non valida | Non qual./Non part. | Ritirato/Non class. | Squalificato | '-' Dato non disp. | Grassetto – Pole position Corsivo – Giro più veloce |